# 中村雅俊のゼッタイ!知りたがり
『中村雅俊のゼッタイ!知りたがり』（なかむらまさとしのゼッタイしりたがり）は、1997年4月25日から1998年3月20日までフジテレビ系列局で放送されていたフジテレビ製作の情報番組である。放送時間は毎週金曜 20:00 - 20:54 （日本標準時）。

## 出演者

### 司会
- 中村雅俊
- 八木亜希子

### リポーター
- オミ

## スタッフ
- 総合演出：日向栄二
- プロデューサー：岡崎洋三、小杉雅博
- ナレーション：郷里大輔、他
- 技術協力：ニユーテレス、FLT、IMAGICA、SPOT
- 制作協力：共同テレビジョン、TVBOX
- 制作：フジテレビ第三制作部（現・フジテレビ情報制作センター）

## 備考
- 上述したようにナレーターは郷里大輔のほか、戸谷公次などが隔週で担当した時期も存在したこともある。
- 次回予告ナレーションは小山裕香が担当した。
- 1997年8月8日には、同日がフジテレビの日であったことから初の2時間スペシャルを行った。
- 1997年11月21日には、16日に「1998 FIFAワールドカップ」アジア最終予選でサッカー日本代表がイラン代表に勝って初出場を決めたことから、急遽2時間の生放送「知りたがり!緊急生放送」を実施した。MCの中村雅俊はこの回には出演せず、代わりにフジテレビの男性アナウンサーがMCを務めた。

| フジテレビ系列 金曜20:00枠                                   | フジテレビ系列 金曜20:00枠                                      | フジテレビ系列 金曜20:00枠                                                    |
| 前番組                                                       | 番組名                                                          | 次番組                                                                        |
| ------------------------------------------------------------ | --------------------------------------------------------------- | ----------------------------------------------------------------------------- |
| 金曜メガTV （1996年10月18日 - 1997年3月28日） ※19:00 - 20:54 | 中村雅俊のゼッタイ!知りたがり （1997年4月25日 - 1998年3月20日） | ウォンテッド!!13人の金曜日 ↓ ウォンテッド!! （1998年4月17日 - 1999年3月12日） |